# Daviess County, Missouri
Daviess County är ett administrativt område i delstaten Missouri, USA, med 8 433 invånare. Den administrativa huvudorten (county seat) är Gallatin. 

## Geografi
Enligt United States Census Bureau har countyt en total area på 1 474 km². 1 468 km² av den arean är land och 5 km² är vatten. 

### Angränsande countyn
- Harrison County - nord
- Grundy County - nordost
- Livingston County - sydost
- Caldwell County - syd
- DeKalb County - väst
- Gentry County - nordväst